# Вулиця Петра Могили (Рівне)
Ву́лиця Петра Могили — одна з вулиць міста Рівне. Названа на честь українського політичного, церковного та освітнього діяча, митрополита Київського, Галицького і всієї Русі Петра Могили.
Вулиця пролягає на південний захід від вулиці Соборної і впирається у вулицю Чернишова. До вулиці Петра Могили прилучаються: по непарній стороні — вулиці Шекспіра, Прохідна, Райдужна; по парній стороні — пішохідні вулиці Дніпровська та Фруктова. Також вулицю перетинає вулиця Яворницького.
На вулиці Петра Могили розташований Рівненський районний суд.
За часи польського міжвоєнного панування вулиця називалась Ягелонською. 

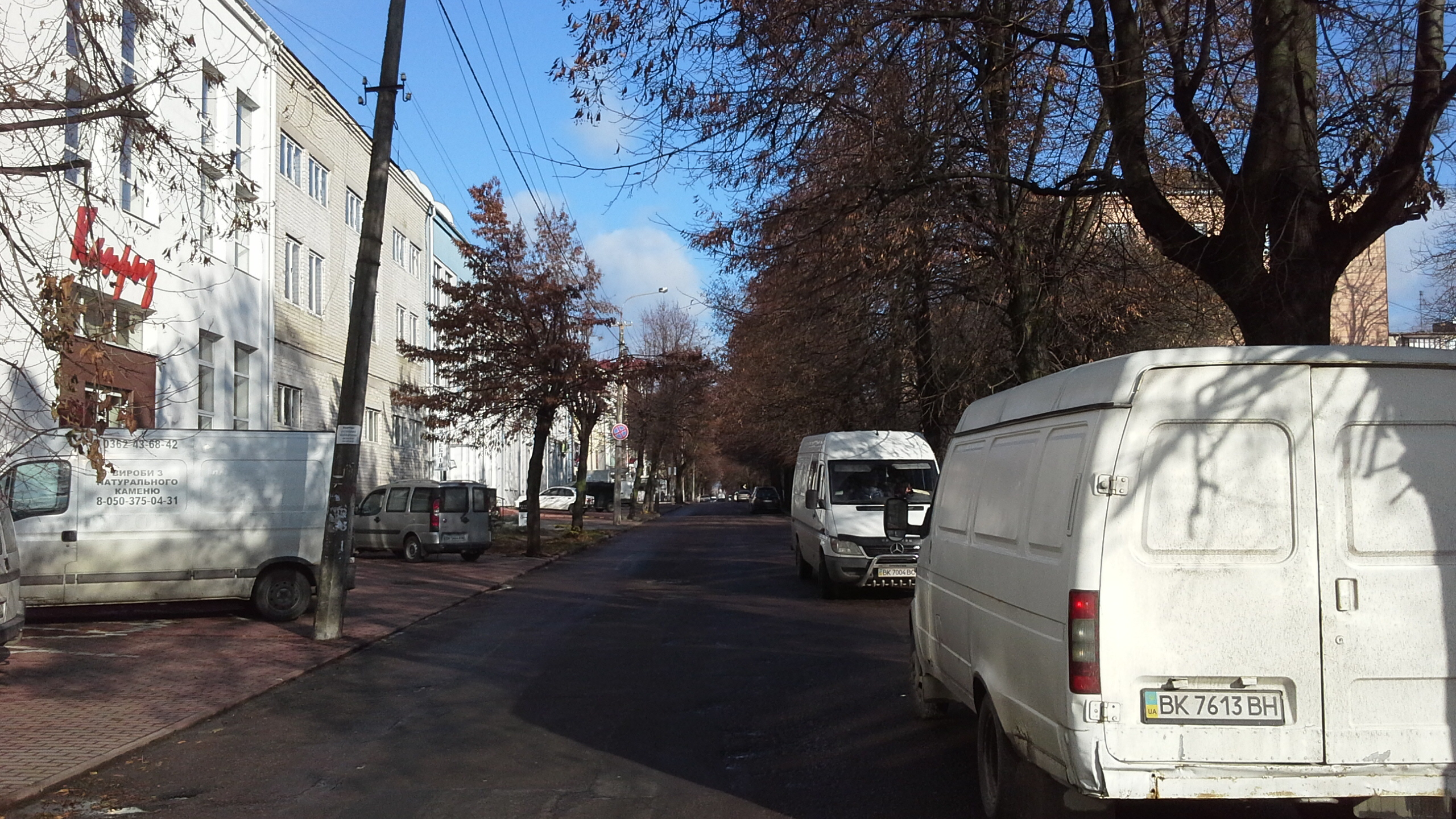
Вулиця Петра Могили (Рівне)